# Amblyceps carinatum
Amblyceps carinatum är en fiskart som beskrevs av Ng 2005. Amblyceps carinatum ingår i släktet Amblyceps och familjen Amblycipitidae. IUCN kategoriserar arten globalt som otillräckligt studerad. Inga underarter finns listade i Catalogue of Life.